# Amblystigma pulchellum
Amblystigma pulchellum är en oleanderväxtart som först beskrevs av Rudolf Schlechter, och fick sitt nu gällande namn av T. Meyer. Amblystigma pulchellum ingår i släktet Amblystigma och familjen oleanderväxter. Inga underarter finns listade i Catalogue of Life.